# Szewc z Lichtenrade
Szewc z Lichtenrade – wydany w listopadzie 2012 roku zbiór opowiadań autorstwa Andrzeja Pilipiuka. Zbiór jest zaliczany jako tom 5 do cyklu Światy Pilipiuka wydawanego przez Fabrykę Słów.
W skład książki wchodzi dziesięć utworów z których każdy stanowi osobny rozdział. Wśród nich jest też opowiadanie tytułowe, czyli Szewc z Lichtenrade.
Historie z antologii nie są ze sobą powiązane chronologicznie czy fabularnie, ale czasami je łączą postacie głównych bohaterów – m.in. doktora Pawła Skórzewskiego, historyka – antykwariusza Roberta Storma i archeologa Tomasza Olszakowskiego (częściowo, alter ego samego autora). Postacie te przewijają się i w innych zbiorach opowiadań autorstwa Andrzeja Pilipiuka. Tematyka opowiadań dotyczy historycznych zdarzeń związanych z Polską, a także powiązanych legend i pradawnych wierzeń.  
Książka doczekała się szeregu recenzji w roku swojego wydania. Recenzje były ogólnie pozytywne, aczkolwiek wśród recenzentów nie było zgodności co do oceny poszczególnych opowiadań.   

## Fabuła
W opowiadaniu Wunderwaffe pokazana jest alternatywna historia powojennego Berlina, w którym Hitler i Göring są bezdomnymi w przytułku, a Mengele jest zaopatrującym ich dilerem morfiny, tropionym przez konkurencyjną, żydowską mafię. 
W opowiadaniu Traktat o higienie, nawiązującym do wzorów pozytywistycznych, bohaterem jest znany z wcześniejszych opowiadań autora doktor Paweł Skórzewski, a opisuje ono akcję odwszawiania chłopów w ordynacji Zamoyskich. 
W Śladach stóp w wykopie bohaterami są antykwariusz Storm i archeolog Olszakowski, a przedstawia ono losy wykopalisk archeologicznych w miejskim parku. 
Parowóz dotyczy dziennikarskiego dochodzenia przeprowadzanego w związku z podejrzaną serią zgonów wiejskiej ludności, zawiera także motyw świata równoległego.  
W Ludzie, którzy wiedzą znowu pojawia się antykwariusz Storm, tym razem prowadzący sklepik z antykami w małej miejscowości. 
W okularze stereoskopu dzieje się w latach 80. XX wieku, głównym bohaterem jest młody nastolatek, który wspiera starszego, chorego sąsiada w wykonywaniu codziennych obowiązków, takich jak odebranie naprawionego plecaka od rzemieślnika, a osią fabuły jest zagadka - po co placek i prowiant na wyprawę potrzebny jest starszej osobie, poruszającej się o kulach?
W Yeti ciągną na zachód znowu wraca Storm, tym razem zgłębiający zagadkę tajemniczego zdjęcia i powiązanej z nim organizacji - przedwojennego Instytutu Kryptoozologi, w którym być może przeprowadzano eksperymenty na yeti. 
Sekret Wyspy Niedźwiedziej to kolejne opowiadanie z serii o doktorze Skórzewskim, który bierze udział w wyprawie na daleką Północ, gdyż brat cara Rosji zlecił mu odnalezienie pewnego niezwykłego gatunku gęsi. 
W Świątyni fabuła kręci się wokół wykopalisk archeologicznych i konfliktu pomiędzy archeologami a lokalną administracją. 
W ostatnim opowiadaniu, tytułowym Szewcu z Lichtenrade, bohaterem jest znany już czytelnikom Storm, poszukujący historycznych szewskich narzędzi. Akcja toczy się w Berlinie, gdzie Storm podąża śladem hitlerowskiego zbrodniarza. 

## Odbiór
Książkę zrecenzował Krzysztof Cieślik dla "Polityki". Stwierdził, że książka "nie zaskoczy" osoby znające już twórczość autora. Pozytywnie napisał, że "Pilipiuk...  tworzy trzymające w napięciu, ubarwione dużą dawką wiedzy historycznej teksty, którym często bliżej do prozy realistycznej niż do fantastyki" i że "Niektóre teksty są mniej, inne bardziej przekonujące, ale niemal wszystkie zapewniają solidną porcję rozrywki i poczucia humoru". Za najsłabsze opowiadanie z tomu Cieślik uznał Wunderwaffe. 
Dla fanzinu "Esensja" książkę zrecenzowała Agnieszka Szady, zauważając, że w zbiorze nie ma dużo fantastyki i akcji, gdyż tworzą go w większości "nostalgiczne opowieści" i "zarysy fabuł niż porządne opowiadania". Uznała zbiór za "interesujący" dla nowych i starych czytelników. Według recenzentki, "poziom zbiorku jest dość nierówny"; do najlepszych zaliczyła tytułowe, a także Sekret Wyspy Niedźwiedziej. W pierwszym chwaliła jako ciekawie i ładnie napisane, ze zgrabnym zakończeniem, a w drugim "wciągającą fabułę, zgrabnie zamkniętą klamrą kompozycyjną, starannie dawkowane informacje i wybuchową (w sensie dosłownym) puentę". Chwaliła też Parowóz za połączenie ponurego nastroju z dobrym humorem, aczkolwiek uznała je za "nieomal szkic", a skrytykowała Ludzie, którzy wiedzą za słabe zakończenie, i Świątynię za przytłoczenie detalami nt. "wytopu żelaza metodami starożytnymi". Pisząc o opowiadaniu Yeti ciągną na zachód, także pochwaliła udane zakończenie, ale skrytykowała aluzje polityczne jako "humor na poziomie napisu na ścianie w wychodku" (podobnie negatywnie oceniła podobny humor w tytułowym Szewcu...). Za słabsze utwory ze zbioru uznał też opowiadania Traktat o higienie czy Ślady stóp w wykopie.
Dla fanzinu "Fahrenheit" zbiór zrecenzowała Jagna Rolska, która uznała tom za "godny polecenia" a poziom opowiadań za "wyrównany i zdecydowanie wysoki", za najlepsze uznając Sekret Wyspy Niedźwiedziej ("Zaskakujące. Świetne i klimatyczne."). Recenzentka chwaliła też tytułowego Szewca z Lichtenrade  za "przeprowadzoną po mistrzowsku narrację" i ciekawy temat wojennych losów warszawskich szewców, i W okularze stereoskopu.
Dla portalu Poltergeist książkę zrecenzował recenzent podpisujący się pseudonimem Camillo. Ocenił zbiór jako zawierający "umiarkowanie interesujące" i "okołofantastyczne" opowiadania, pisząc, że "nie jest [on] żadną perełką ani arcydziełem, za to nieźle realizuje ludyczną i "czasobójczą" funkcję literatury". Recenzent pochwalił opowiadania Traktat o higienie i Wunderwaffe jako "krótkie, zwięzłe utwory, wyróżniają się niewymuszonym humorem sytuacyjnym i zabawnymi dialogami", ale uznał resztę opowiadań ze zbioru za pozbawione "polotu i wyrazistości". Skrytykował Ludzie, którzy wiedzą i Ślady stóp w wykopie jako "zlepek scen rodzajowych, bez wyraźnej osi fabularnej i sensownego zawiązania akcji", z "nachalnie wciśniętymi elementami fantastycznymi". Opowiadania Sekret Wyspy Niedźwiedziej i W okularze stereoskopu skrytykował za "niedoskonałości natury fabularnej" (odpowiednio, jako przytłoczone za dużą liczba pobocznych postaci, i o "niskim ładunku emocjonalnym", choć dobre pod innymi względami, a resztę opowiadań uznał za nie wyróżniające się niczym specjalnym.
Książkę zrecenzował także anonimowy recenzent dla serwisu Onet.pl, pisząc, że opowiadana z tomu są pełne "niezwykłych pomysłów i absurdalnego poczucia humoru". Recenzent zauważył, że autor powiela motywy znane z jego wcześniejszej twórczości (krytykę nazizmu, komunizmu i masowej produkcji), a także uznał za nużące "nieustające zachwyty nad uszkiem stuletniej filiżanki czy pogiętą klamrą paska", ale pochwalił opowiadania, pisząc, że "pomysłów autorowi wciąż nie brakuje" a "puenta zawsze zaskakuje".
Paweł Dunin-Wąsowicz w recenzji dla czasopisma "Lampa" pozytywnie odniósł się do książki, pisząc, że zbiory opowiadań Pilipiuka są mocniejsze niż jego powieści i że mimo pewnych mankamentów zbioru „czeka na szósty tom serii”. Skrytykował jednak pewne błędy historyczne i stylistyczne, takie jak błędną terminologię dotyczącą gett żydowskich, czy nadmierną liczbę postaci z tym samym imieniem